# Madonna mit dem Spatz

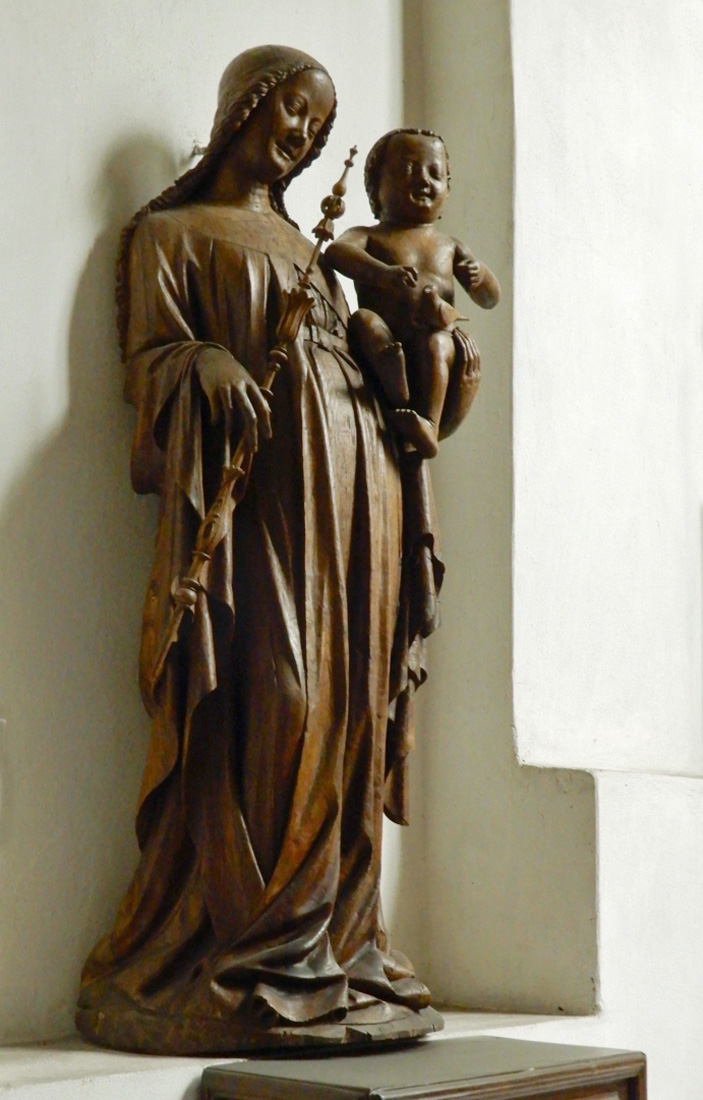
Madonna mit dem Spatz (2017)

Die Madonna mit dem Spatz ist eine gotische Madonnenfigur in der Pfarrkirche Mariä Himmelfahrt (polnisch Kościół Wniebowzięcia Najświętszej Maryi Panny) in Glatz (polnisch Kłodzko) im Powiat Kłodzki in der Woiwodschaft Niederschlesien in Polen. Zusammen mit der Glatzer Madonna zählt sie zu den bedeutendsten gotischen Marienbildnissen der vormaligen Grafschaft Glatz.

## Beschreibung
Die 155 cm große Figur stellt die heilige Maria dar, die auf ihrem linken Arm das Jesuskind hält. Beide lächeln. Auf dem Knie des Kindes sitzt ein Vogel, den es zu fangen scheint. Im volkstümlichen Sprachgebrauch wurde sie als Madonna mit dem Spatz bezeichnet, obwohl die Darstellung einen anderen symbolischen Hintergrund haben dürfte (siehe unten). Maria hält in der Rechten ein fein gegliedertes Zepter. Der Faltenwurf ihres Gewandes ist deutlich herausgearbeitet. Die Arbeit wird der Gruppe der schönen Madonnen zugeordnet.
Die Skulptur ist aus dunklem Eichenholz geschnitzt und nicht gefasst. Sie steht auf einem Sockel in der vergitterten Jakobuskapelle im südlichen Seitenschiff der Kirche.

## Geschichte
Die Figur wird dem Prager Dombaumeister Peter Parler zugeschrieben. Der Glatzer Heimatschriftsteller Franz Albert konnte aufgrund archivalischer Studien 1930 nachweisen, dass die Madonna mit dem Spatz zusammen mit dem Bild der Glatzer Madonna dem Glatzer Augustiner-Chorherrenstift vom ersten Prager Erzbischof Ernst von Pardubitz gestiftet wurde. Dieser hatte als Knabe die Lateinschule der Glatzer Johanniterkommende besucht und erlebte während dieser Zeit in der Glatzer Pfarrkirche eine Marienerscheinung. Vermutlich deshalb war er ein großer Marienverehrer. 1349 gründete er zusammen mit seinen Brüdern Smil und Wilhelm das Glatzer Augustinerstift. Nach der Cronica Monasterii Canonicorum Regularium in Glacz wurde das Stift mit Mönchen aus dem Augustiner-Chorherrenstift Raudnitz besiedelt, das ebenfalls von Ernst von Pardubitz gegründet worden war. Beide Madonnen, die Statue und das Bild, wurden im Glatzer Land als „Arnestusmadonnen“ bezeichnet, weil Ernst von Pardubitz im Glatzer Land als Seliger verehrt wurde. Sie gehörten zur Ausstattung des Glatzer Augustinerstifts und schmückten dort den Hauptaltar, der im Aufbau ein Flügelaltar war. An anderer Stelle wird auf Grund stilistischer Merkmale auf eine Entstehungszeit der Madonna zwischen 1400 und 1430 verwiesen. Die Madonna mit dem Spatz gehört zu einer Reihe während der Gotik im Glatzer Gebiet entstandener Madonnenfiguren. Deshalb wird das Glatzer Land, das 1459 vom böhmischen König Georg von Podiebrad zu einer Grafschaft erhoben wurde, auch als „Marienland“ bezeichnet.
Nach dem böhmischen Ständeaufstand von 1618 wurden die Gebäude des Augustinerstifts, das unterhalb des Glatzer Schlosses lag und das 1597 an das Glatzer Jesuitenkolleg übergeben worden war, 1622 bei den Kämpfen um Glatz zerstört und nicht wiederaufgebaut. Die Madonna mit dem Spatz soll ein Protestant aus dem damals überwiegend evangelischen Glatz gerettet haben. Sie kam zunächst nach Frankenstein und 1625 wieder zurück nach Glatz, nun in die Pfarrkirche Mariä Himmelfahrt. Nach anderen Quellen gelangten beide Arnestusmadonnen zusammen mit anderen Einrichtungsgegenständen des zerstörten Augustinerstifts mit Zustimmung des Glatzer Schlosshauptmanns Georg von Semling an Adrian von Eckersdorf, dem Poditau und Morischau gehört haben sollen. Für eine Untersuchung durch eine Kaiserliche Kommission äußerte sich Adrian von Eckersdorf in einem Schreiben vom 19. August 1625, dessen Original sich 1930 im Breslauer Staatsarchiv befand. Trotz seiner versuchten Rechtfertigung zum Besitz der Madonnen wurde Adrian von Eckersdorf am 8. November 1625 von der Kaiserlichen Kommission zu lebenslanger Haft und zum Verlust seiner Güter verurteilt.
Nach dem Dreißigjährigen Krieg kam es in Glatz im Zuge der Gegenreformation zu einer neuerlichen Verehrung der beiden Arnestusmadonnen. Während der Amtszeit des Rektors Johannes Roller wurde die Madonna mit dem Spatz neben dem Eingang zur Sakristei aufgestellt und danach von Michael Klahr dem Älteren im Barockstil umgearbeitet. Sie wurde neu staffiert und farbig gefasst. Die hl. Maria und das Jesuskind wurden nun mit Insignien dargestellt: beide tragen Kronen und Maria das Zepter. Zudem wurde die Komposition um ein Postament ergänzt. Bei einer Konservierung 1971 wurde die Figur aller ihrer Zutaten und Farben bis auf das blanke Holz entledigt.

## Ikonografie
In der christlichen Ikonografie spielt der Stieglitz eine wesentliche Rolle. Seine blutrote Färbung des Kopfes und seine Vorliebe für Disteln werden symbolisch für den Leidensweg Jesu Christi angesehen. Man findet ihn deshalb auf Passionsbildern, aber auch auf vielen Marienbildnissen, auf denen er den Vorausblick auf die Kreuzigung Christi darstellen soll. Beispiele dafür sind Bilder von Raffael, Barocci und Tiepolo. Das legt nahe, dass der Vogel auf dem Knie des Kindes einen Stieglitz darstellen soll.